# Volker Wodzich
Volker Wodzich (* 5. November 1985 in Gelsenkirchen) ist ein deutscher Taekwondoin, der im Schwergewicht startet.
Seine ersten internationalen Titelkämpfe bestritt Wodzich bei der Juniorenweltmeisterschaft 2002 in Iraklio, wo er das Viertelfinale erreichte. Drei Jahre später nahm er in Madrid erstmals im Erwachsenenbereich an der Weltmeisterschaft teil, musste jedoch in der Klasse über 84 Kilogramm eine Auftaktniederlage hinnehmen. Wodzich konnte bei der Militärweltmeisterschaft 2010 in Saint-Jean-sur-Richelieu Gold im Schwergewicht erkämpfen und seinen ersten internationalen Titel gewinnen. Bei der Europameisterschaft 2012 errang er in der Klasse über 87 Kilogramm mit Bronze seine erste EM-Medaille, nachdem er sich im Viertelfinale gegen Alexandros Nikolaidis durchsetzte.
Seine erste Weltmedaille hat Volker Wodzich 2006 in Thailand (Bangkok) beim World Cup in der Gewichtsklasse über 87 kg gewonnen. Volker Wodzich gewann Bronze.
Wodzich trainierte viele Jahre in seiner Heimatstadt in der Sportakademie Kim. Seit dem Jahr 2005 ist er Mitglied der Sportfördergruppe der Bundeswehr in Sonthofen und gehört seitdem auch zur Taekwondo-Gemeinschaft Allgäu. Er ist mehrfacher Deutscher Meister.